# انتواع تهجيني

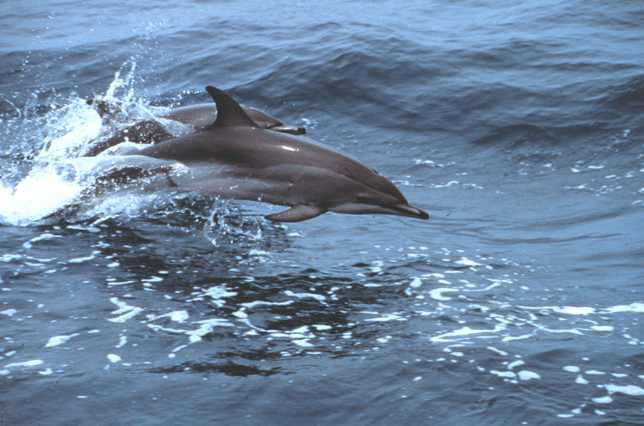

الانتواع التهجيني هو نوع من الانتواع الذي يؤدي فيه التهجين بين نوعين مختلفين تربط بينهما قرابة كبيرة إلى إنتاج نوع جديد، بحيث يكون منعزلًا تكاثريًا عن النوعين الأبويين. منذ الأربعينات كان يُعتقد أنه كان يصعب تحقيق انعزال تكاثري بين الكائنات الهجينة ووالديها، ولذلك اعتُبرت الأنواع الهجينة نادرة جدًا. ومع ازدياد اتاحة تحليل الدنا في التسعينات، تبين أنَّ الأنواع الهجينة هي ظاهرة شائعة نسبيا وخاصة في النباتات.